# تیم ملی فوتسال گواتمالا
تیم ملی فوتسال گواتمالا نماینده گواتمالا در مسابقات بین‌المللی فوتسال و یکی از تیم‌های فوتسال آمریکای مرکزی است.